# Anthurium psilostachyum
Anthurium psilostachyum är en kallaväxtart som beskrevs av Luis Aloysius, Luigi Sodiro. Anthurium psilostachyum ingår i släktet Anthurium och familjen kallaväxter. Inga underarter finns listade.